# Greyhound (Six Flags New England)
Greyhound was een houten achtbaan in het Amerikaanse attractiepark Six Flags New England te Springfield. Greyhound stond van 1915 tot en met 1933 in het park. De bouwer van de achtbaan was Josiah Pearce en de ontwerper was John A. Miller.